# Bătălia de la Vitoria
Bătălia de la Vitoria, purtată la nici 150 de kilometri de granița franceză, a reprezentat ultima mare bătălie purtată de armata franceză în peninsula iberică în cadrul Războiului peninsular, și a opus o armată franceză sub comanda mareșalului Jourdan (în prezența regelui Spaniei), unei armate anglo-hispano-portugheze, superioare numeric, aflate sub conducerea Ducelui de Wellington. Bătălia a început atunci când regele Spaniei, José I, după ce părăsise Madridul prin Valladolid și Burgos, a decis să angajeze armata inamică în zona Vitoria, fără a aștepta întăririle ce ar fi putut fi aduse de diviziile generalilor Foy și Clauzel. Armata franceză era de asemenea împovărată de o cantitate imensă de bagaje și efecte (inclusiv cele ale regelui), consecință a retragerii din Madrid și care au indisponibilizat o serie de trupe, rămase să le păzească. Pe tot parcursul zilei de 20 și al celei de 21, mareșalul Jourdan, comandantul de facto al trupelor franceze, a suferit de accese de febră, ceea ce a contribuit la deruta trupelor franceze. Împotriva sfaturilor generalilor săi experimentați, mareșalul păstrează o poziție defectuoasă, iar bătălia începe cu un puternic atac anglo-aliat, care creează o breșă în linia franceză, excelent exploatată de cavaleria britanică. În plus, generalul englez manevrează și reușește să taie calea de retragere a francezilor, drumul spre Bayonne, obligându-i pe aceștia să se retragă precipitat spre Pamplona, abandonând 200 de tunuri, 400 de cutii de muniții și 1500 de vehicule de bagaje, inclusiv toate efectele regelui. Această bătălie marchează pierderea definitivă a Spaniei pentru regele José I.